# Mezquita de Kalenderhane
La mezquita Kalenderhane (en turco: Kalenderhane Camii) es una iglesia ortodoxa en Estambul convertida en mezquita tras la conquista otomana. Se cree casi con seguridad que la iglesia estuvo originalmente dedicada a Theotokos Kyriotissa. Es uno de los pocos ejemplos de arquitectura bizantina con planta de cruz griega.

## Localización
La mezquita está situada en el distrito de Fatih, Estambul, Turquía, en el barrio de Vefa al lado del acueducto de Valente y a menos de un kilómetro al sureste de la Mezquita de Vefa.

## Historia
El primer edificio situado en el solar fueron unas termas romanas; hacia el siglo VI (la datación está basada en una moneda encontrada en una excavación arqueológica del sustrato) se edificó una iglesia de sala con un ábside construido contra el acueducto de Valente. Más tarde, posiblemente en el siglo VII, se construyó otra iglesia más grande al sur de la primera iglesia. Una tercera iglesia que reutilizó el santuario y el ábside (destruido posteriormente por los otomanos) se puede fechar al final del siglo XII, durante la última parte de la dinastía Comneno. La iglesia fue rodeada por los edificios pertenecientes al monasterio, que desaparecieron totalmente durante el período otomano. Tras la conquista latina de Constantinopla, el edificio fue usado por los cruzados como iglesia católica perteneciendo a la orden Franciscana.
Tras la caída de Constantinopla en 1453, la iglesia fue asignada personalmente por Mehmed II a Kalenderi de la secta de los derviches. Los derviches la usaron como zaviye e imaret, por lo que desde entonces se pasó a llamar Kalenderhane («La casa de los Kandeleri»).
La Waqf (fundación) fue dotada con varios bienes en Tracia, y muchos baños turcos en Estambul y Gálata. Algunos años más tarde, Arpa Emini Mustafa Efendi construyó el Mektep (escuela) y una madraza.
En 1746, Hacı Beşir Ağa (d. 1747), el Kizlar Ağası del palacio de Topkapı, construyó un mihrab, minbar y un mahfil, completando la transformación del edificio, de iglesia a mezquita. Devastado por el fuego y dañada por los terremotos, la mezquita fue restaurada en 1855 y otra vez entre 1880 y 1890. Fue abandonada en los años 1930, después del derrumbamiento del minarete causado por un relámpago, y la demolición de la madraza.
La restauración del edificio data de la década de los 70, cuando fue extensamente restaurada y estudiada en un esfuerzo de diez años por Cecil L. Striker y Doğan Kuban, quienes le devolvieron el aspecto del siglo XII. Por otra parte, el alminar y el mihrab fueron reconstruidos, hecho que permitió que la mezquita fuese abierta de nuevo para la adoración.
La restauración proporcionó además una solución al problema de la denominación de la iglesia: mientras que antes se pensaba que el nombre era Theotokos tēs Diakonissēs («Virgen de la Diaconessa») o Christos ho Akatalēptos. El descubrimiento de un fresco en la capilla sureste y otro fresco sobre la entrada, en el nártex, con la palabra «Kyriotissa» hace que sea altamente probable que la iglesia fuese dedicado a Theotokos Kyriotissa.

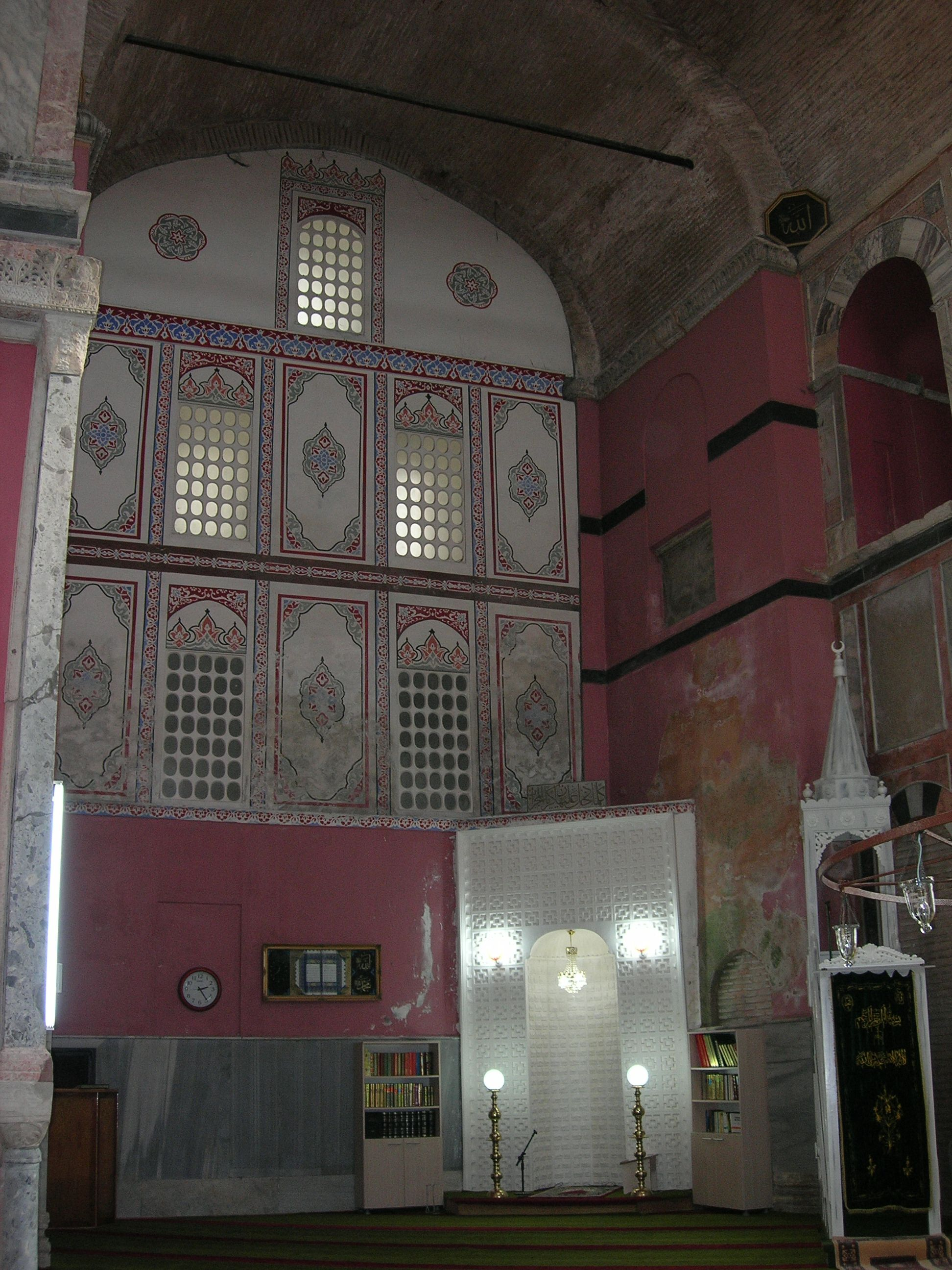
El santuario con el mihrab visto desde el oeste.

## Arquitectura y decoración

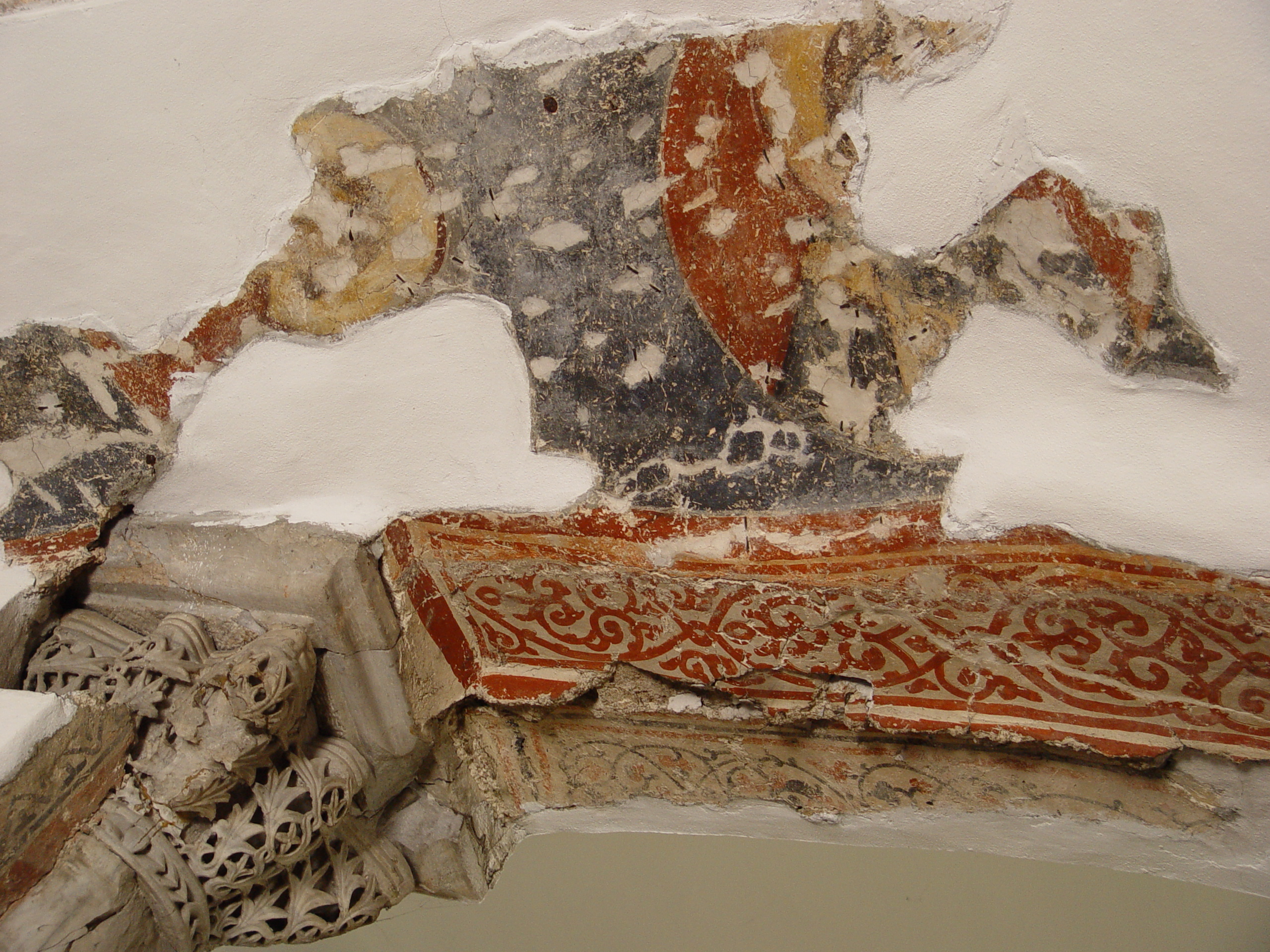
Exonarthex de la Mezquita Kalenderhane

El edificio tiene una planta central de cruz griega con arcos fajones sobre los brazos con una cúpula con 16 nervios. La estructura es típica bizantina con alternancia de ladrillo y piedra. La entrada al templo se hace a través de un esonártex u otro exonártex (añadido posteriormente) en el lado oeste.
Una galería superior sobre el esonártex, siguiendo el plano de la iglesia del Pantokrator, se quitó en 1854. También los pasillos norte y sur a lo largo de la nave fueron destruidos, posiblemente durante el siglo XIX. Los arcos triples que conectan los pasillos con la nave ahora son las ventanas más bajas de la iglesia.
El santuario está en la zona este; sin embargo, el mihrab reconstruido y el minbar están en una esquina para obtener la alineación apropiada con La Meca.
Dos pequeñas capillas nombradas prothesis y diakonikon, típicos de las iglesias bizantinas del período medio y final período han sobrevivido.
La decoración interior de la iglesia, consistente en paneles de mármol coloreados, molduras e imágenes o iconos todavía perduran. El templo posee dos características que lo hacen único en Estambul: Un mosaico bizantino de un metro cuadrado que representa la fiesta de la Candelaria que es la única muestra pre-iconoclasta con motivo religioso que sobrevivió en la ciudad y un ciclo de frescos del siglo XIII (encontrado en una capilla en la esquina suroriental del edificio, y pintado durante la dominación latina) retratando la vida San Francisco de Asís. Esta es la representación más antigua del santo pudiendo ser pintada unos pocos años después de su fallecimiento en 1226. Ambos ahora se han trasladado, restaurándose parcialmente pudiéndose ver en el museo arqueológico de Estambul.
En conjunto, la mezquita de Kalenderhane representa - junto con la mezquita de Gül en Estambul, la iglesia de Hagia Sophia en Salónica y la iglesia de la Dormición en Íznik, uno de los principales ejemplos arquitectónicos de iglesia con planta de cruz griega y abovedada del periodo medio bizantino.